# Lucania (släkte)
Lucania är ett släkte nordamerikanska icke-annuella äggläggande tandkarpar av familjen Fundulidae. Släktet förekommer i sydöstra Mexiko samt sydöstra och östra USA. Alla arterna hålls sporadiskt som akvariefiskar, men är inte särskilt lätta att odla i fångenskap.

## Utseende
Alla Lucania-arter är långsträckta fiskar, som blir mellan fyra och sex centimeter långa som vuxna. Samtliga arter uppvisar en ganska tydlig könsdimorfism, men könsskillnaderna är inte tillnärmelsevis så tydliga som hos flertalet övriga äggläggande tandkarpar.

## Arter
Släktet omfattar tre nominella arter beskrivna per den 14 januari 2013:
- Lucania goodei Jordan, 1880[4]
- Lucania interioris Hubbs & Miller, 1965[5]
- Lucania parva (Baird & Girard, 1855)[6]

Kladogram över familjen Fundulidae enligt Catalogue of Life:
| Lucania | \| \| Lucania goodei \| \| \| \| \| \| Lucania interioris \| \| \| \| \| \| Lucania parva \| \| \| \| |
|         | \| \| Lucania goodei \| \| \| \| \| \| Lucania interioris \| \| \| \| \| \| Lucania parva \| \| \| \| |
|         | Adinia                                                                                                |
|         | |
|         | Fundulus                                                                                              |
|         | |
|         | Leptolucania                                                                                          |
|         | |
|         | Lucania goodei                                                                                        |
|         | |
|         | Lucania interioris                                                                                    |
|         | |
|         | Lucania parva                                                                                         |
|         | |

|  | Lucania goodei     |
|  |                    |
|  | Lucania interioris |
|  |                    |
|  | Lucania parva      |
|  |                    |